# Kotlina Șimleu
Kotlina Șimleu (542.43; rum. Depresiunea Șimleu) – kotlina górska w Karpatach, na granicy Gór Zachodniorumuńskich i Równiny Satmarsko-Berehowskiej. Leży w zachodniej Rumunii (w Siedmiogrodzie). 
Kotlina Șimleu ma kształt rozwartego trójkąta skierowanego ostrzem na południe, dotykającego północnego skraju Masywu Biharu. Na zachodzie ogranicza ją pasmo gór Seș, na wschodzie – pasmo Meseș. Od północy kotlinę zamykają dwa zrębowe wzgórza zbudowane z łupków krystalicznych – Măgura Șimleului, 598 m n.p.m. i Măgura Coșeiului, 416 m n.p.m. Dno kotliny tworzą plioceńskie skały osadowe. Przez kotlinę Șimleu płyną m.in. rzeki Barcău i Kraszna, mające źródła u zbiegu otaczających ją pasm Seș i Meseș. 